# Пинто-Душинский, Дэвид
Дэвид Джонатан Пинто-Душинский (англ. David Johnathan Pinto-Duschinsky, английское произношение: [ˈpɪntəʊ-ˈdʊʃɪnski]; род. в июле 1974) — британский политик от Лейбористской партии, являющийся членом палаты общин от округа Хендон с 4 июля 2024 года. Его большинство в настоящее время является наименьшим среди всех депутатов, избранных на всеобщих выборах 2024 года, и составляет всего 15 голосов (0.04%).

## Биография
Пинто-Душинский является сыном выжившего в Шоа (Холокосте) и учёного Майкла Пинто-Душинского и родился в июне 1974 года. Получил образование в школе Магдален-Колледж, а затем в Пемброк-Колледже Оксфордского университета.
Работал консультантом в McKinsey & Company, а затем партнёром в Ernst & Young. В политике Пинто-Душинский служил советником бывшего канцлера казначейства от Лейбористской партии Алистера Дарлинга и заместителем директора Стратегического подразделения премьер-министра до своего избрания в парламент.

## Член парламента
Пинто-Душинский принёс присягу на Торе издательства JPS.